# Kněževes (ort i Tjeckien, Mellersta Böhmen, lat 50,15, long 13,64)
Kněževes är en köping i Tjeckien.   Den ligger i regionen Mellersta Böhmen, i den västra delen av landet, 60 km väster om huvudstaden Prag. Kněževes ligger 368 meter över havet och antalet invånare är 970.
Terrängen runt Kněževes är huvudsakligen platt, men åt sydväst är den kuperad. Runt Kněževes är det ganska glesbefolkat, med 40 invånare per kvadratkilometer. Närmaste större samhälle är Rakovník, 8,3 km sydost om Kněževes. Trakten runt Kněževes består till största delen av jordbruksmark.